# Victoria Open 2021
Die Victoria Open 2021 im Badminton fanden vom 4. bis zum 5. Dezember 2021 in Albert Park statt.

## Sieger und Platzierte
| Disziplin    | Gold                        | Silber                   | Bronze                        |
| ------------ | --------------------------- | ------------------------ | ----------------------------- |
| Herreneinzel | Jacob Schueler              | Nathan Tang              | Ken Richardson                |
| Herreneinzel | Jacob Schueler              | Nathan Tang              | Keith Mark Edison             |
| Dameneinzel  | Kaitlyn Ea                  | Sydney Go                | Zecily Fung                   |
| Dameneinzel  | Kaitlyn Ea                  | Sydney Go                | Louisa Ma                     |
| Herrendoppel | Kenneth Choo Lim Ming Chuen | Marcus Kong Brendan Wang | Bufan Gu Jan Mark Sotea       |
| Herrendoppel | Kenneth Choo Lim Ming Chuen | Marcus Kong Brendan Wang | Daniel Hocking Maika Phillips |
| Damendoppel  | Joyce Choong Setyana Mapasa | Kaitlyn Ea Khoo Lee Yen  | Tiffany Ho Louisa Ma          |
| Damendoppel  | Joyce Choong Setyana Mapasa | Kaitlyn Ea Khoo Lee Yen  | Zecily Fung Sydney Go         |
| Mixed        | Lim Ming Chuen Joyce Choong | Kenneth Choo Kaitlyn Ea  | Athi Selladurai Sydney Go     |